# Le Palais-sur-Vienne
Le Palais-sur-Vienne é uma comuna francesa na região administrativa da Nova Aquitânia, no departamento de Alto Vienne. Estende-se por uma área de 10.33 km². Em 2010 a comuna tinha 6 102 habitantes (densidade: 590,7 hab./km²).